# آکاسیا

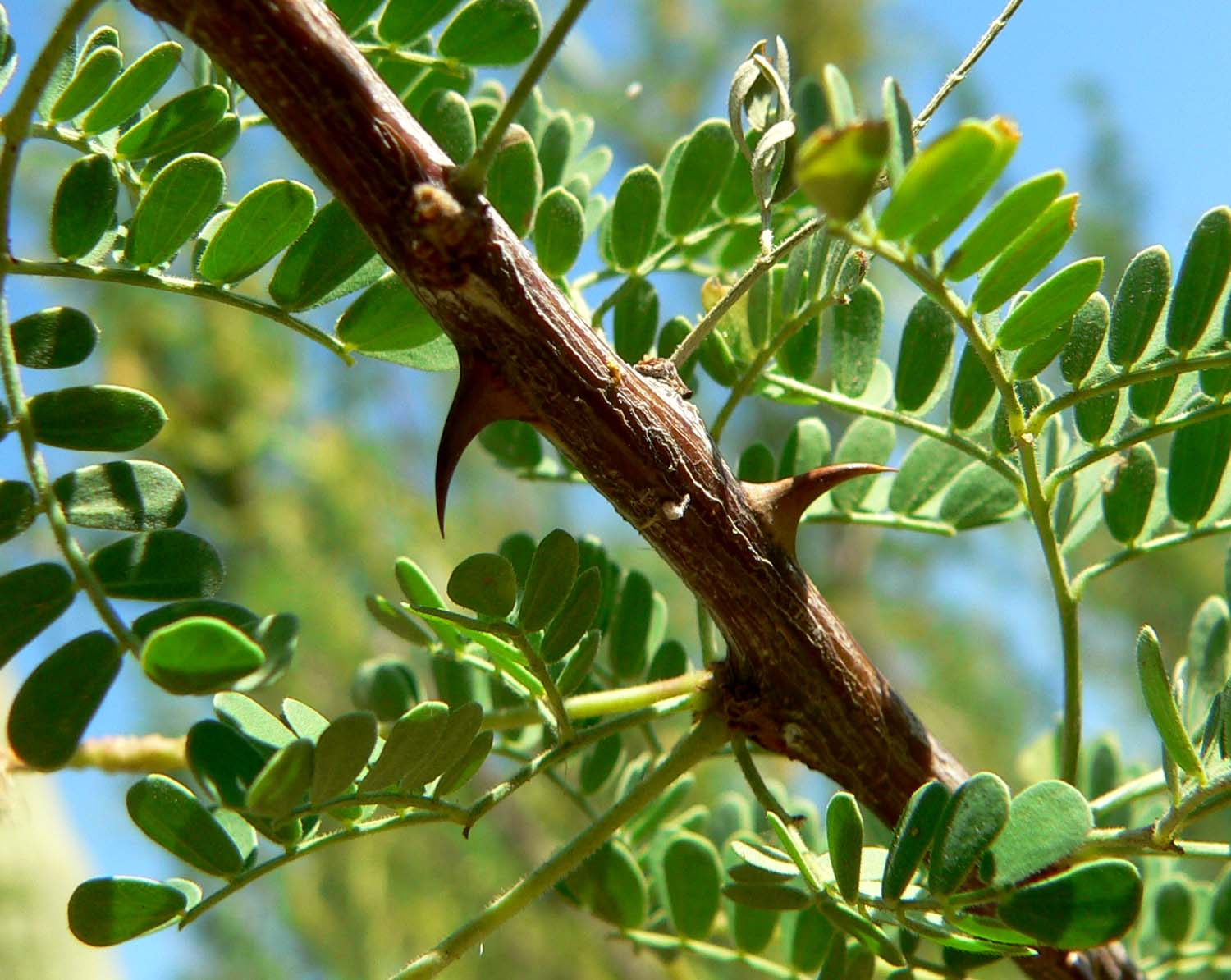
درخت آکاسیا

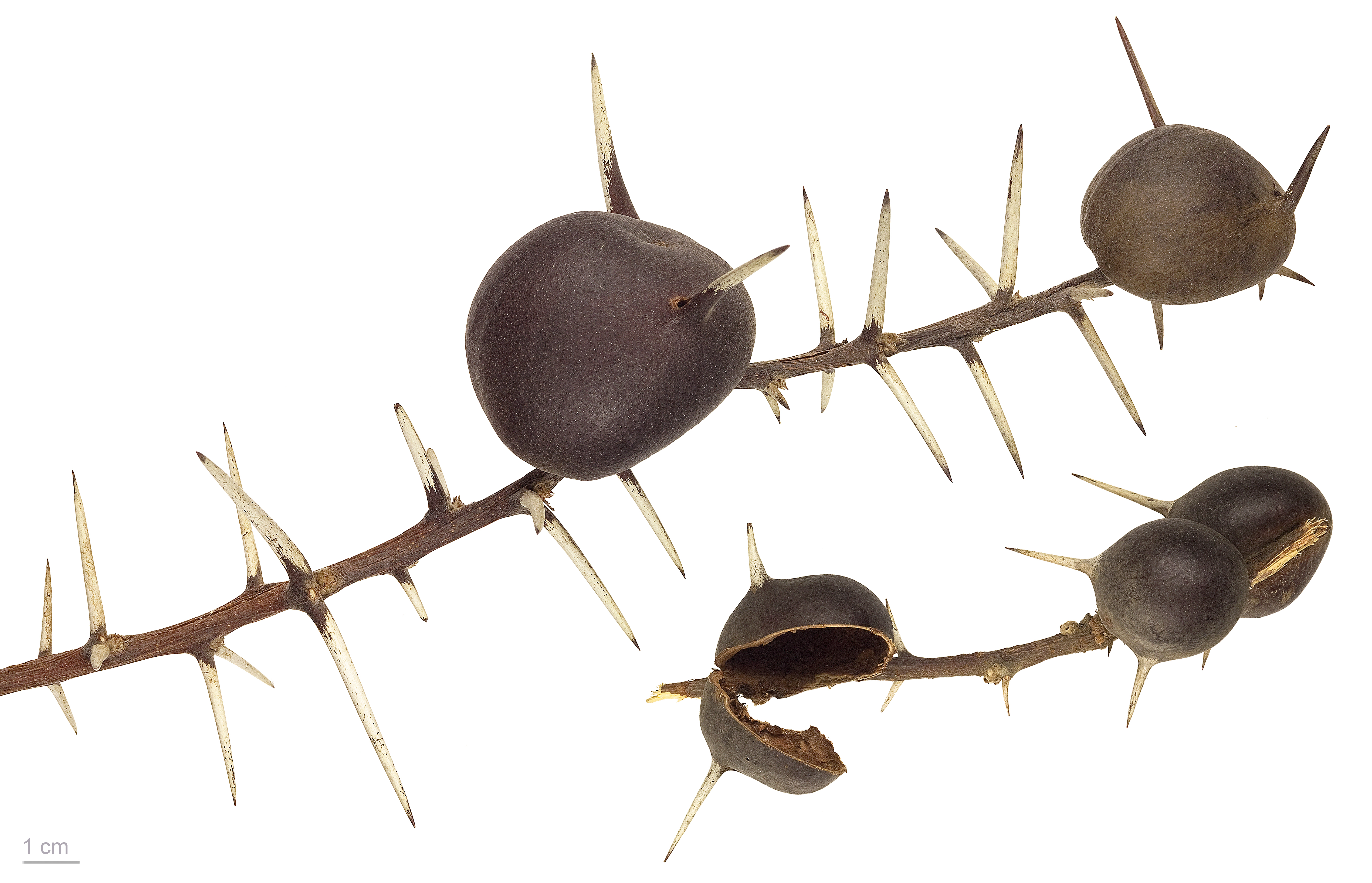
Acacia drepanolobium

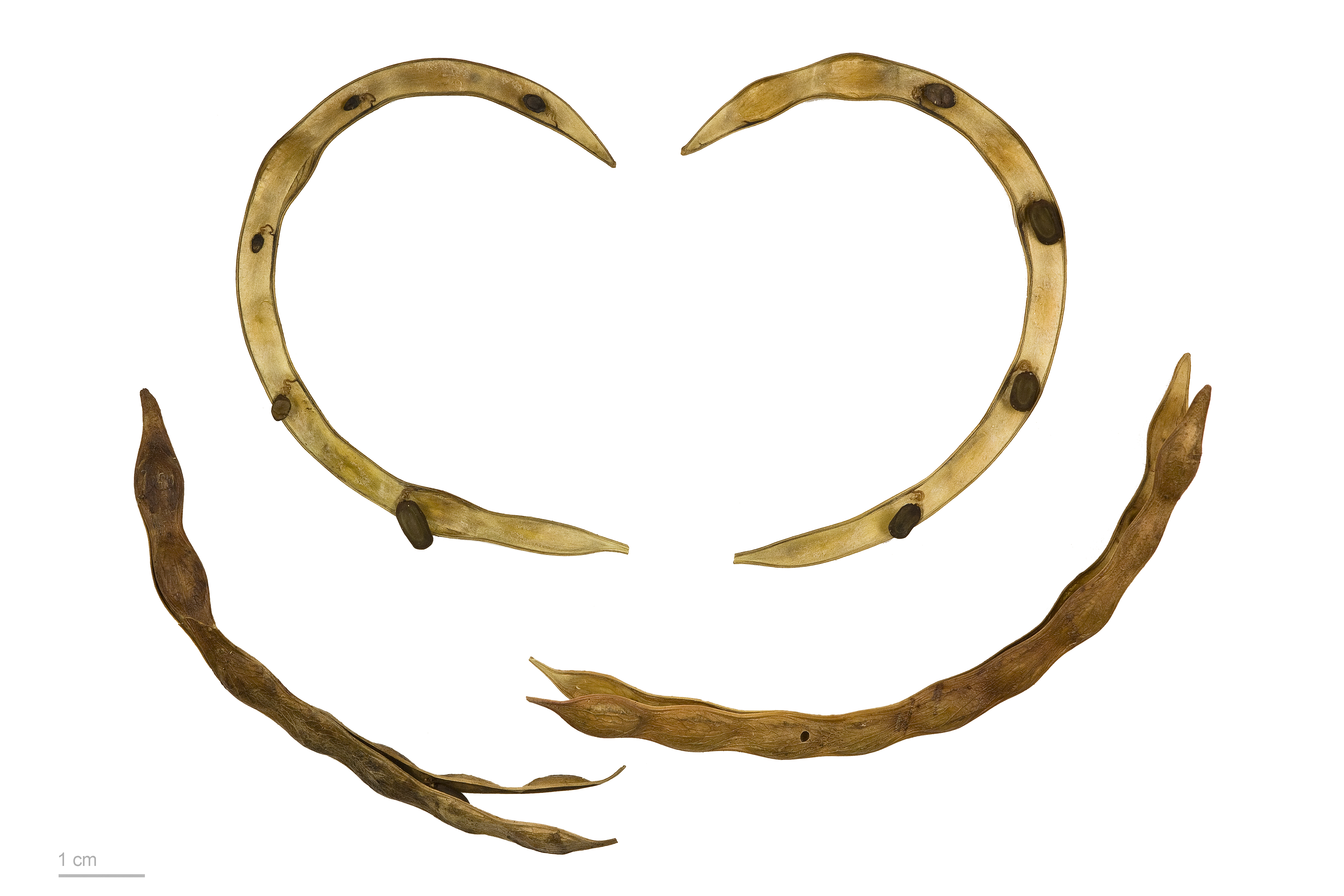
Acacia sp.

آکاسیا، یا صمغ عربی (نام علمی: Acacia) سرده‌ای شامل چندین گونه درخت و درختچه است که در زیرتیرهٔ کهوریان (میموزا)، از تیرهٔ باقلائیان قرار می‌گیرند. تمام انواع آکاسیا از طریق غلاف حاوی تخم بذرافشانی می‌کنند و برگ‌ها و صمغ آن‌ها معمولاً سرشار از تانن است که به‌طور تاریخی کاربردهای دارویی و نگهدارنده غذایی داشته‌است.
نام آکاسیا برگرفته از زبان یونانی است. کارل لینه در سال ۱۷۷۳ این سرده را بر اساس گونه آفریقایی درخت بابل (Acacia nilotica) توصیف کرد. در حدود ۱۳۰۰ گونه مختلف از آکاسیا وجود دارد که حدود ۹۶۰ گونه آن‌ها بومی استرالیا هستند و بقیه در مناطق گرم و معتدل اروپا، آفریقا، جنوب آسیا و آمریکا در هر دو نیمکره شمالی و جنوبی پراکنده‌اند.

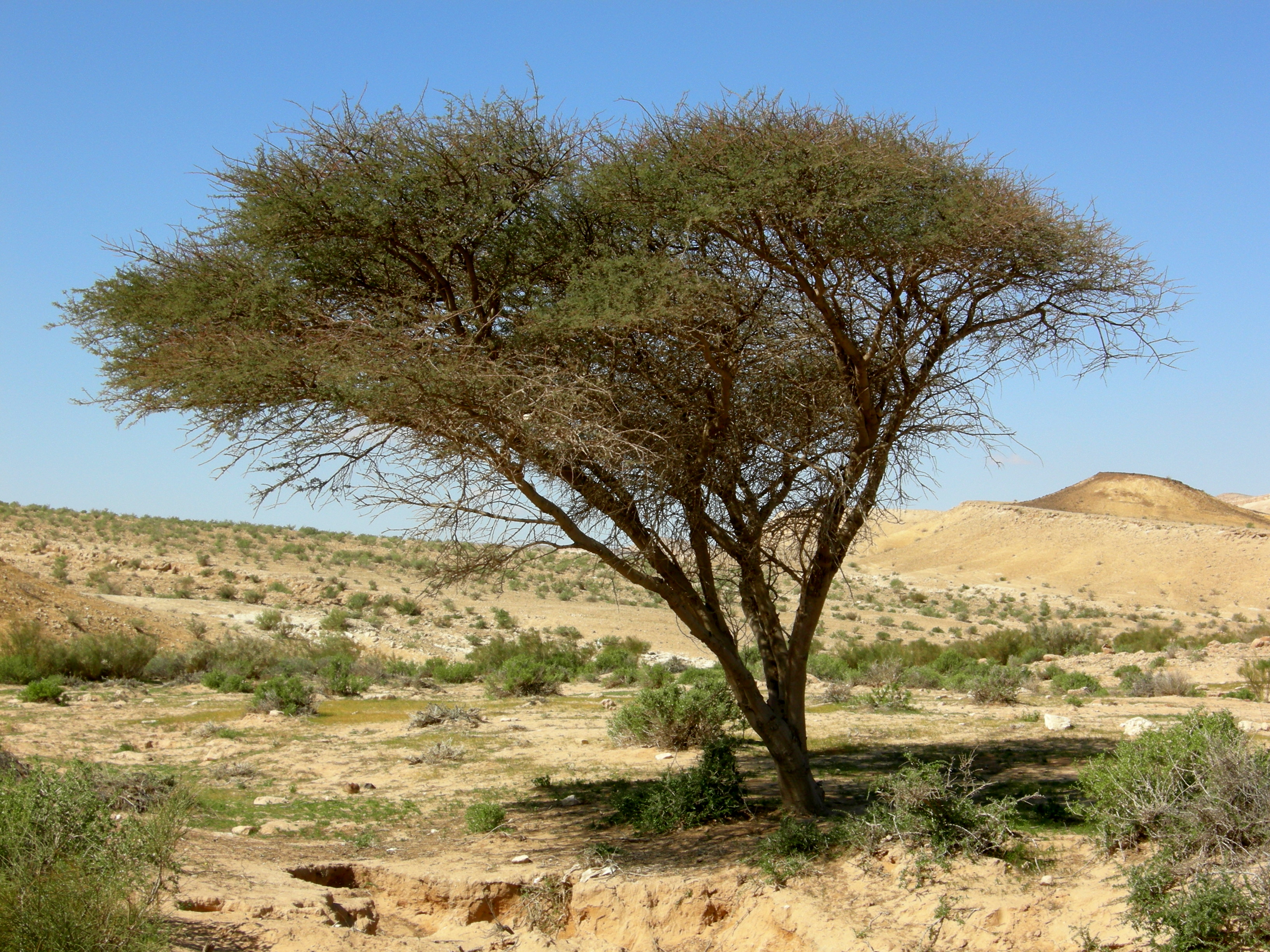
درخت آکاسیا

## صمغ آکاسیا
صمغ آکاسیا حاوی قندهای طبیعی از نوع رامنوز، آرابینوز و گالاکتوز است. همچنین حاوی اسید گلوکورونیک و ۴ متوکسی گلوکورونیک می‌باشد. درصمغ عربی کلسیم، منیزیم، پتاسیم، سدیم نسبتاً زیاد است. صمغ عربی درآب و گلیسیرین حل می‌شود ولی در الکل نامحلول است.
درشاخه‌های این گیاه بر اثر گزش حشره‌ها، یا دراثر وزش باد و برخورد ساقه هابا یکدیگر ایجاد خراش شده ماده‌ای به خارج تراوش می‌گردد که به نام صمغ آکاسیا یا صمغ عربی موسوم است. نوع مرغوب صمغ آکاسیا به صورت قطره‌های کوچک مدور یا زاویه دار به رنگ سفید تا مایل به زرد است؛ ولی نوعی از آن که به رنگ قهوه‌ای یاقرمز روشن می‌باشد در تجارت مورد پسند نیست.

## کاربرد درمانی
- ازصمغ آکاسیا برای آرایش موی سر، برای تهیهٔ قرصها، چسب‌ها، قطره و پودرها استفاده می‌شود و به مقدار بسیار کم در تهیهٔ غذا و شیرینی مصرف دارد.
- صمغ آکاسیا را درآب گرم حل نموده یک ژله تهیه می‌نمایند و از این ژله برای درمان برخی بیماری‌ها روزی ۱ تا ۴ قاشق چایخوری تناول می‌کنند. ممکن است این ژله را با شربت‌های دیگر مخلوط نموده و صبح و ظهر و شب هر دفعه ۱ تا ۴ قاشق چایخوری تناول نمایند.

## ریشه‌شناسی نام علمی سرده Acacia
آکاسیا؛ نام علمی این سرده (Acacia) برگرفته از واژه یونانی ακακια یا acacía، است که توسط تئوفراست (Theophrastos) گیاهشناس، فیلسوف و فیزیکدان یونانی که در۳۷۱ تا ۲۸۷ قبل از میلاد می‌زیست، و دیوسکوریت (Dioscorides) داروساز و گیاه‌شناس یونانی که در ۴۰–۹۰ میلادی می‌زیست به گونه ای از آکاسیا که در مصر می‌رویید داده شد. این واژه (واژه یونانی ακακια یا acacía) خود احتمالاً از تکرار واژه یونانی ακέ ακις acé acís به معنای تیزبودن یا خار، ساخته شده‌است.

## آکاسیا در ایران
سرده آکاسیا دارای چهار گونه و سه زیرگونه خودرو در ایران است. ضمناً چندین گونه از آن به منظور زینتی و نیز احیای برخی از مناطق جنوبی به ایران وارد شده‌است.البته به‌صورت خودرو در سواحل دریای عمان نیز یافت می شود. نام علمی گونه و زیرگونه‌های خودروی ایران به قرار زیر است:
- گونه‌های خودرو: گونه‌های خودروی آکاسیا در ایران عبارتند از:

| A. oerfota | A. nilotis | A. hydaspica | Acacia tortilis |

- زیر گونه‌های خودرو: زیرگونه‌های خودروی آکاسیا در ایران عبارتند از:

| A. nilotica subsp. nilotica | A. nilotica subsp. indica | Acacia nilotica subsp. astringens |

- نام علمی برخی از گونه‌های کاشته شده در ایران: برخی از گونه‌های کاشته شده در ایران عبارتند از:

| A. gerogiana   | A. farnesiana   | A. dealbata | A. cyanophylla | A. coriacea    | Acacia acuminata |
| A. stenophylla | A. sclerosperma | A. saligna  | A. salicina    | A. oligophylla | A. ligulata      |
|                |                 |             |                |                | A. victoriae     |